# 159 TCN
Năm 159 TCN là một năm trong lịch Julius. 

## Mất
- Không rõ - Eumenes II , vua của xứ Pergamon (s. không rõ năm sinh)